# Cow-boy (film, 1958)
Pour les articles homonymes, voir Cowboy.

Cow-boy (Cowboy) est un film américain réalisé par Delmer Daves et sorti en 1958.

## Synopsis
Frank Harris, réceptionniste à l'hôtel de Chicago, tombe amoureux de la fille d'un riche éleveur mexicain qui le rejette. Pour faire fortune il prête de l'argent à Tom Reece, conducteur de troupeaux et négociant et devient ainsi son associé. Il s'engage comme cow-boy dans la troupe de Tom Reece, en route vers le Mexique. L'apprentissage est rude pour « le pied tendre » qui, arrivé à Guadalupe, trouve la jeune fille mariée. Harris devient alors aussi dur et violent que son associé et mentor avec lequel les relations se tendent jusqu'à ce que la déception amoureuse et la rivalité fassent place à l'amitié virile.

## Fiche technique
- Titre : Cow-boy
- Titre original : Cowboy
- Réalisation : Delmer Daves
- Scénario : Edmund H. North, Dalton Trumbo (non crédité), d'après le roman autobiographique My Reminiscences as a cowboy publié en 1930 par Frank Harris (1856-1931).
- Chef opérateur : Charles Lawton Jr. Techicolor Cinemascope procédé MégaScope
- Musique : George Duning
- Montage : Al Clark, William A. Lyon
- Directeur artistique : Cary Odell
- Décors : James Crowe, William Kiernan
- Production : Julian Blaustein pour Columbia Pictures
- Durée : 92 minutes
- Date de sortie : États-Unis 19 février 1958
- Affiche : Georges Kerfyser (France)

## Distribution
- Glenn Ford (VF : Raoul Curet) : Tom Reece
- Jack Lemmon (VF : Michel Roux) : Frank Harris
- Anna Kashfi (VF : Anne Caprile) : Maria Vidal
- Brian Donlevy (VF : Jacques Beauchey) : Doc Bender
- Dick York (VF : Claude Bertrand) : Charlie
- Víctor Manuel Mendoza : Paco Mendoza
- Richard Jaeckel (VF : Philippe Mareuil) : Paul Curtis
- King Donovan : Joe Copper
- Vaughn Taylor : Mr. Fowler
- Donald Randolph (VF : Jean-Henri Chambois) : Senor Vidal
- James Westerfield (VF : Pierre Leproux) : Mike Adams
- Eugene Iglesias (VF : Serge Lhorca) : Don Manuel Arriega
- Frank DeKova : l'Alcade
- Strother Martin : (non crédité)

## Autour du film
Le scénario est tiré de l'œuvre autobiographique de Frank Harris : My Reminiscences as a Cowboy.